# 日据时期东平教育史
1938年8月，在第二次中日战争期间，日本军队攻占山東省东平县城。随后，日军在东平境內内推行“皇民化教育”。其成立之东平县政府设置了新民会、教育科，先后设置和“改造”大量教育机构。
教育科設有科长两人、科员两人、督学两人、庶务一人、各区设置教育员各一人。

## 小学
日本控制下的东平县政府在县城内办起了八所小学共32个班，1240余名学生。在乡村办起各类小学125处，计143班，有3600余名学生。城乡小学教职工将近200人。
| 学校类型 | 处数 | 学生数 |
| -------- | ---- | ------ |
| 初级小学 | 41   | 1237   |
| 完全小学 | 3    | 888    |
| 代用小学 | 3    | 120    |
| 新民小学 | 1    | 45     |
| 私塾     | 80   | 800    |

### 学制
小学沿用“四、二”制。即高小两年，初小两年。

### 课程
| 年级                   | 年级                   | 开设科目 | 开设科目 | 开设科目 | 开设科目 | 开设科目 | 开设科目 | 开设科目 | 开设科目 | 开设科目 | 开设科目 |
| ---------------------- | ---------------------- | -------- | -------- | -------- | -------- | -------- | -------- | -------- | -------- | -------- | -------- |
| 初级小学               | 一、二年级             | 修身     | 国语     |          | 算数     |          | 自然     | 手工     | 画画     | 唱游     | 唱游     |
| 初级小学               | 三、四年级             | 修身     | 国语     | 日语     | 算数     | 音乐     | 自然     | 手工     | 画画     | 体操     |          |
| 高级小学（五、六年级） | 高级小学（五、六年级） | 修身     | 国语     | 日语     | 算数     | 历史     | 自然     | 手工     | 图画     | 音乐     | 体操     |

日语课 日据时期各小学在三年级就开设了日语课并强制学生学习，但由于学生抵制等原因而效果非常不好。“年年学日语，年年从头学”。小学有日语读本上、下两册，教学范围为假名、基础词汇和简单句子。
修身课 讲日常行为规范。
体育课 体育课要贯彻“武士道精神”。有一次体育课内堂，老师讲在一次国际性的军事比赛中，日本军官在列队行进中，喊“立定”晚了几秒，头一列掉了下去，后边的前仆后继继续往下掉，结果队伍被评为第一，军官被记功。体操有“新民操”等。
劳作课 即手工课。有剪纸、泥工和竹工等。还有使用染色小米粘“和平救国”、“反共救国”等美术字图案。
音乐课 音乐课学唱《爱马进行曲》、《毛毛先生》等日本歌曲以及新民会会歌等亲日歌曲。
课外阅读 学校为学生提供“兴亚读本”，印制精美，纸张优于普通课本。其内容主要是“中日满提携之必要性”、“东亚共荣”等。

## 中学
民国31年，县政府在书院设一初级师范班，当年招收25人，学制三年。开设一般初中课程以及教育学、心理学。
起初，学校还会给学生每月30斤粮食的生活补助，但只实行了一年就有名无实。

## 社会教育机构
从民国27年（1938年）8月至民国34年五月，县政府的社会教育组织有：新民教育馆、新民阅报所、新民体育场、新民讲演所、新民图书馆、新民短期小学。
其中，新民短期小学在民国33、34年间招收40余名失学儿童，上午学习，下午劳动，供给课本。

## 活动

### 朝会
各学校每天早晨舉行一次朝会，由校长讲话，並宣傳“剿共灭党”（剿共产党、灭国民党。1940年后因國民黨分裂出親日政權而只提“反共”）。

### 运动会
县政府曾在县中学开过数次运动会。日本人在运动会上做日本游戏，还吊起馍馍让赛跑的日本兵用嘴啃。还有“障碍赛跑”，即为小学生设计了在石板上做算术题，在赛跑途中做，做得快则跑得快，名次好。

### 唱歌比赛
伪县政府举行过几次唱歌比赛。有一次县中学生合唱队唱了《保卫黄河》和《游击队歌》等抗日歌曲，台下的日本兵听不懂，但觉得好听，就拍手叫好。

### 直接参考资料
- 中共东平县委党史办公室、东平县史志办公室编：《灾难与抗争 （页面存档备份，存于）》，ISBN 978-988-98533-5-8，中华文化出版社2015年版（全文主要参考资料）
- 山东省东平县志编纂委员会编：《东平县志》，山东人民出版社1898年版。

### 间接参考资料
1. ↑  日伪省公署民国三十年东平学务报表
2. ↑  伪教育总署编：《兴亚读本》，新民印书馆
3. ↑  日伪省公署民国三十年存档

- 《东平县教育志》征求意见稿（二），东平县教育局编，1986年8月油印稿。